# Castello di Castagneto Po
Il Castello di Castagneto Po, anche noto come la Villa Ceriana, è un antico castello situato a Castagneto Po in Piemonte.

## Storia
L'esistenza del castello è documentata sin dall'XI secolo, quando, nel 1019, Ottone Guglielmo, figlio del marchese Adalberto II d'Italia, ne dispose la donazione ai monaci dell'Abbazia di Fruttuaria, insieme a parte dei territori circostanti, rendendolo di fatto un possedimento indiretto del Vescovo di Ivrea. Nel 1227 il feudo passò ai marchesi del Monferrato, i quali lo ricevettero in concessione insieme ai territori di Casalborgone e Chivasso. Tuttavia, a partire dallo stesso secolo, il dominio dell'area passò sotto il controllo dei Principi d'Acaja, generando scontri con i marchesi del Monferrato. Nel 1397 le truppe del condottiero Facino Cane incendiarono il castello e l'intero abitato.
Ricostruito in seguito alle devastazioni, il maniero divenne dapprima feudo della famiglia Roero di Asti, per poi passare ai Socci e successivamente ai Provana. Nel 1620, il duca Carlo Emanuele I di Savoia assegnò il feudo al generale Giovanni Antonio Trabucco, alto funzionario delle finanze sabaude. Tra il XVI e il XVIII secolo, Castagneto Po fu teatro di ripetute incursioni francesi, essendo parte integrante del sistema difensivo a protezione di Torino da est. Durante la guerra di successione spagnola, nel 1705, il castello subì nuovamente ingenti distruzioni per mano delle truppe del generale Louis François de la Feuillade, seguendo lo stesso destino della vicina Rocca di Verrua.
Il castello venne fatto riedificare sulle rovine dell'antica fortezza dai conti Trabucco nel 1870, su disegni dell'architetto Filippo Giovanni Battista Nicolis di Robilant. Il progetto fu portato a compimento nel 1835 grazie all'intervento di Ernesto Melano, architetto della corte sabauda. Nel 1859 la proprietà passò ai conti Ceriana, che promossero diversi abbellimenti. Arturo Ceriana arricchì l'edificio con una galleria decorata in stile rinascimentale, impreziosita da marmi e pietre scolpite. Lavori di decorazione interna furono eseguiti da artisti di rilievo come Francesco Gonin e Costantino Sereno.
Nei decenni successivi, il castello appartenne ai conti Fé d'Ostiani, fino all'acquisto, nel 1952, da parte dell'imprenditore e compositore Alberto Bruni Tedeschi. Sotto la sua proprietà, l'edificio fu oggetto di un lungo restauro. Alla sua morte, nel 1996, il castello passò alla moglie Marisa Borini e ai figli Virginio, Valeria e Carla Bruni Tedeschi, supermodella e première dame di Francia in quanto moglie del presidente francese Nicolas Sarkozy. In seguito, una parte significativa del mobilio e delle opere d'arte della dimora fu venduta all'asta per finanziare una fondazione in memoria di Virginio Bruni Tedeschi.
Nel 2009, la proprietà fu ceduta per 17,5 milioni di euro al principe saudita Al-Walid bin Talal, attraverso la fondazione Alwaleed Philanthropies. Dieci anni dopo, nel 2018, l'organizzazione ha donato il castello alla Croce Rossa Italiana.